# 伊桐小煤炱
伊桐小煤炱（学名：Meliola hydnocarpi）是属于小煤炱目小煤炱科小煤炱属的一种真菌，寄生在伊桐上。该种分布于中国、马来西亚。